# GreenTrek Association
 (septembre 2015).
 (octobre 2014).
 (octobre 2021).
GreenTrek (en français la randonnée verte), créée en 2010, est une association loi de 1901, de protection de la nature et de l'environnement, impliquée dans le développement durable.

## Description
Cette association promeut un tourisme écoresponsable en défendant la pratique d'une écologie facile, et accessible, en distribuant gratuitement des sacs écoconçus, et réutilisables pour le ramassage des déchets présents dans la nature. GreenTrek essaye de permettre à tout voyageur, randonneur ou simple marcheur, de s'engager simplement et concrètement, dans la protection de l'environnement.